# Terreiro do Paço
Terreiro do Paço – stacja metra w Lizbonie, na linii Azul. Została otwarta w dniu 19 grudnia 2007 roku wraz ze stacją Santa Apolónia, w ramach rozbudowy linii do dworca kolejowego Santa Apolónia.
Stacja ta znajduje się na Cais da Alfândega, obsługujących obszar Praça do Comércio i umożliwiając dostępu do Zamku św. Jerzego, katedry w Lizbonie, Casa dos Bicos, kompleksu ministerstw, siedziby gminy Lizbona i dworca rzecznego, łączącego Lizbonę z Barreiro. Projektu architektonicznego jest autorstwa Artura Rosa i João Rodrigues Vieira. Podobnie jak najnowsze stacji metra w Lizbonie, jest przystosowana do obsługi pasażerów niepełnosprawnych.